# رئيس البرتغال
رئيس الجمهورية البرتغالية (بالبرتغالية: Presidente da República Portuguesa‏) هو رأس الدولة وسلطتها التنفيذية في البرتغال. وقد اختلفت صلاحيات ومهام وواجبات مكاتب الرئاسة السابقة وعلاقتها برئيس الوزراء وخزاناتها مع مختلف الدساتير البرتغالية بمرور الوقت.
والرئيس الحالي للبرتغال هو مارسيلو ريبيلو دي سوزا، الذي تولى منصبه في 9 مارس 2016.

## الدور
والجمهورية البرتغالية الثالثة هي نظام شبه رئاسي. وعلى عكس العديد من الرؤساء الأوروبيين الآخرين، فإن الرئيس البرتغالي قوي جدا. وعلى الرغم من أن رئيس الوزراء البرتغالي والبرلمان الذي يشرف على الكثير من الشؤون اليومية الفعلية للأمة، فإن للرئيس البرتغالي نفوذ وسلطة كبيرين، لا سيما في مجالي الأمن القومي والسياسة الخارجية. ويحتل الرئيس أكبر منصب في البلاد ويوزع على جميع السياسيين الاخرين.
وأقوى سلطة في الرئيس هي قدرته على اختيار رئيس الوزراء. ومع ذلك، وبما أن جمعية الجمهورية لها السلطة الوحيدة في إقالة حكومة رئيس الوزراء، يجب أن يكون لرئيس الوزراء الذي يسميه الرئيس ثقة أغلبية الممثلين في الجمعية، وإلا فإنه قد يواجه اقتراحا بعدم الثقة. وللرئيس السلطة التقديرية لحل البرلمان عندما يراه مناسبا (يعرف بالعامية باسم «القنبلة الذرية» في البرتغال)، واستغل الرئيس سامبايو هذا الامتياز في أواخر عام 2004 لإزالة حكومة بيدرو سانتانا لوبيز المثيرة للجدل، على الرغم من المطلق المطلق معظم النواب الذين يدعمون الحكومة.
قبل ثورة القرنفل، اختلفت صلاحيات الرئاسة على نطاق واسع؛ كان بعض الرؤساء ديكتاتوريين ظاهريين (مثل بيز وكارمونا في سنواته الأولى)، في حين كان البعض الآخر أكثر قليلا من الشخصيات (مثل كارمونا في سنواته الأخيرة، كرافيرو لوبيس، وأمريكو ثوماز؛ وخلال إداراتهم، كانت السلطة العليا رئيس الوزراء أنطونيو دي أوليفيرا سالازار).

## القوى
يمنح الدستور الصلاحيات التالية للرئيس:
ويمارس الرئيس القائد الأعلى للقوات المسلحة والماجستير الكبرى للأوامر الثلاثة ويعين وينقل، بناء على اقتراح من الحكومة، رئيس الأركان العامة للقوات المسلحة ورؤساء الأركان العسكرية في الفروع الثلاثة القوات المسلحة. يمكن للرئيس حل الجمعية الجمهورية، مما يعني ضرورة الدعوة إلى انتخابات تشريعية جديدة وبعد تنفيذ هذه، واستقالة الحكومة.
ويعين الرئيس رئيس الوزراء، في ضوء نتائج الانتخابات، ويعين أعضاء الحكومة الآخرين باقتراح من رئيس الوزراء. غير أنه يمكنه أن يرفض الحكومة عندما يكون ذلك ضروريا لضمان حسن سير المؤسسات الديمقراطية. وحتى الهيئات الحكومية في المناطق المتمتعة بالحكم الذاتي يجوز حلها من قبل الرئيس، بارتكاب أفعال خطيرة مخالفة للدستور.
ويعلن الرئيس حالة الحصار والطوارئ بعد التشاور مع الحكومة وبإذن من البرلمان.
وبناء على اقتراح من الحكومة وبتصريح من البرلمان، يمكن للرئيس أن يعلن الحرب في حالة وقوع عدوان فعلي أو وشيك ويمكنه أيضا أن يقترح السلام.
ويصدر الرئيس أو يعمد إلى إصدار القوانين والمراسيم والقوانين والمراسيم التنظيمية والمراسيم الأخرى الصادرة عن الحكومة.
وفي مجال سلطاته في العلاقات الدولية، يصدق رئيس الجمهورية على المعاهدات الدولية.
ويبت الرئيس في الاستفتاءات التي يقدمها إليه البرلمان.
ويجوز لرئيس الجمهورية أن يطلب من المحكمة الدستورية أن تستعرض مسبقا دستورية قواعد الاتفاقات أو المراسيم الدولية التي أرسلتها لإصدارها كقانون أو قانون أو قانون عضوي.
ويعين الرئيس، في بعض الحالات، اقتراحا من الحكومة وحائزين لأجهزة حكومية هامة مثل مجلس النواب للمناطق المتمتعة بالحكم الذاتي ورئيس المحكمة والنائب العام وخمسة من أعضاء مجلس الدولة، عضوين في المجلس الأعلى للقضاء.
ويعين الرئيس سفراء ومبعوثين خاصين، بناء على اقتراح من الحكومة، ويعتمد الممثلين الدبلوماسيين الأجانب.
ويتولى رئيس الجمهورية، بعد التشاور مع الحكومة، إصدار العفو وتخفيف الأحكام.

## الانتخابات
وبموجب دستور البرتغال الذي اعتمد في عام 1976، وفي أعقاب ثورة القرنفل عام 1974، ينتخب الرئيس لفترة خمس سنوات؛ لا يوجد حد لعدد الشروط التي يمكن أن يخدمها الرئيس، ولكن الرئيس الذي يخدم ولايتين متتاليتين قد لا يخدم مرة أخرى في السنوات الخمس المقبلة بعد انتهاء الولاية الثانية أو في السنوات الخمس التالية بعد استقالته. المقر الرسمي للرئيس البرتغالي هو قصر بيليم.
وينتخب الرئيس في نظام من جولتين: فإذا لم يحصل أي مرشح على 50 في المائة من الأصوات خلال الجولة الأولى، فإن المرشحين اللذين يحصلان على أكبر عدد من الأصوات يواجهان بعضهما بعضا في جولة ثانية تعقد بعد أسبوعين. ومع ذلك، لم تكن هناك حاجة إلى الجولة الثانية إلا مرة واحدة، خلال الانتخابات الرئاسية عام 1986. وحتى الآن، كان جميع الرؤساء المنتخبين منذ ثورة القرنفل قد خدموا لفترتين متعاقبتين، وكان الرؤساء يصنفون باستمرار كأكثر الشخصيات السياسية شعبية في البلاد. غير أن شعبية الرئيس كافاكو سيلفا انخفضت مؤخرا، مما جعله ثاني أقل شخصية سياسية شعبية في البلاد، فوق رئيس الوزراء مباشرة، والرئيس البرتغالي الأول بعد عام 1974 ليحظى بشعبية سلبية.
وإذا توفي الرئيس أو أصبح عاجزا أثناء توليه مهام منصبه، يتولى رئيس الجمعية المكتب الذي يتمتع بسلطات مقيدة إلى أن يتم تنصيب رئيس جديد بعد انتخابات جديدة.

## زيارات الدولة
وكثيرا ما يقوم رئيس البرتغال بزيارات رسمية إلى بلدان أجنبية أخرى.

## الرؤساء السابقين الذين يعيشون
- وهناك ثلاثة رؤساء برلمانيين سابقين يعيشون :-

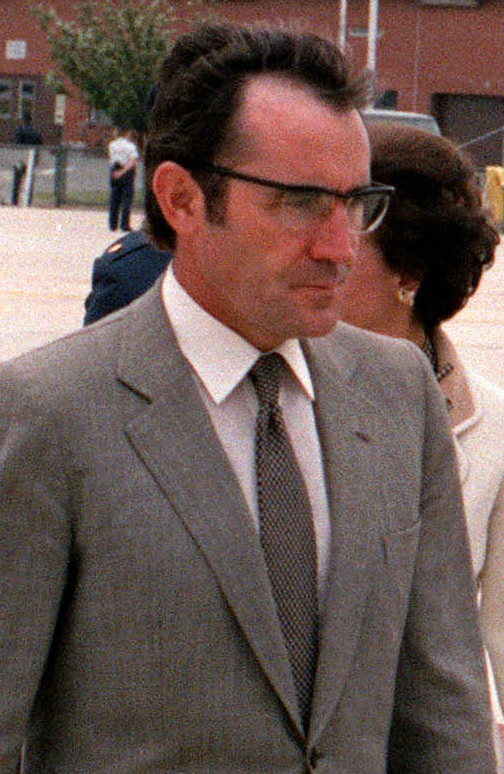
أنطونيو راماليو ايانس (1976–1986)
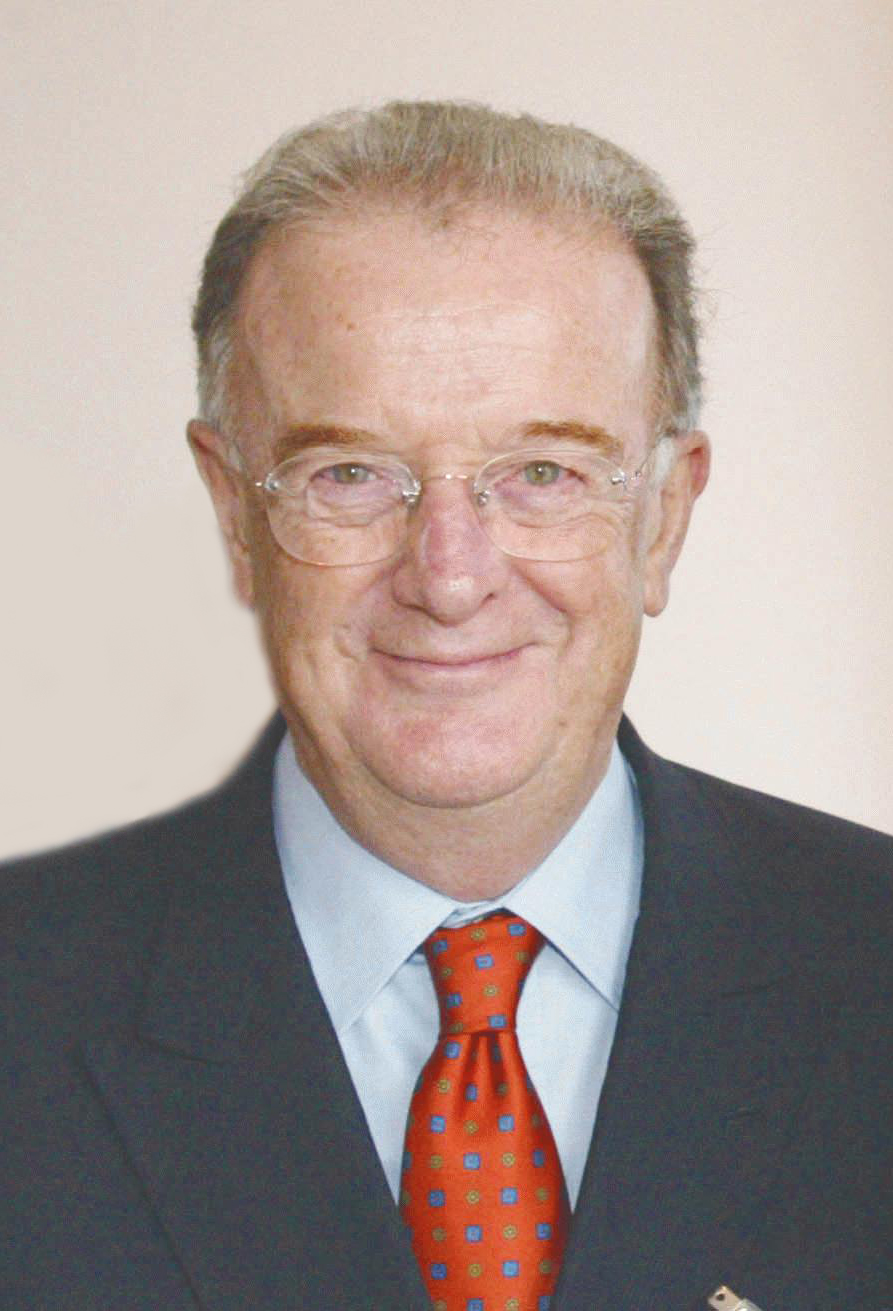
جورجي سامبايو (1996–2006)
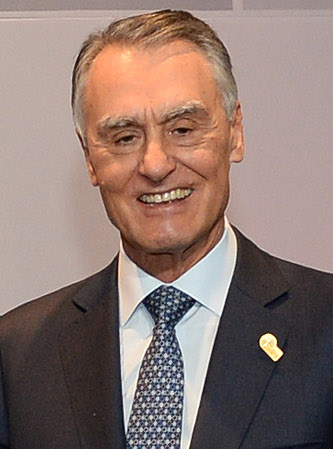
أنيبال كافاكو سيلفا (2006–2016)

## وصلات خارجية
- الموقع الرسمي